# Los Naranjos, Yahualica
Los Naranjos är en ort i Mexiko.   Den ligger i kommunen Yahualica och delstaten Hidalgo, i den sydöstra delen av landet, 180 km norr om huvudstaden Mexico City. Los Naranjos ligger 302 meter över havet och antalet invånare är 220.
Terrängen runt Los Naranjos är huvudsakligen kuperad. Los Naranjos ligger nere i en dal. Runt Los Naranjos är det ganska tätbefolkat, med 100 invånare per kvadratkilometer. Närmaste större samhälle är Xochiatipan de Castillo, 16,5 km öster om Los Naranjos. I omgivningarna runt Los Naranjos växer huvudsakligen savannskog.